# Ardisia killipii
Ardisia killipii là một loài thực vật có hoa trong họ Anh thảo. Loài này được A.C.Sm. mô tả khoa học đầu tiên năm 1940.